# Cass Elliot
Ellen Naomi Cohen (Baltimore, 19 de setembro de 1941 – Londres, 29 de julho de 1974), conhecida pelo nome artístico Cass Elliot, foi uma cantora e dubladora estadunidense. Ela também era conhecida como "Mama Cass", mas supostamente odiava o nome. Ela era integrante do grupo The Mamas & The Papas. Antes de colaborar com este famoso grupo fez parte das bandas The Big 3, de 1963 a 1964, e The Mugwumps, em 1964. Com o fim do grupo The Mamas & The Papas, deu início a uma bem-sucedida carreira solo, lançando nove álbuns. Ela recebeu o Grammy de "Melhor Performance Contemporânea (R&R)" por "Monday, Monday" (1967). Em 1998, ela foi postumamente introduzida no Rock and Roll Hall of Fame por seu trabalho com o the Mamas & the Papas.
Cass morreu em 29 de julho de 1974, no auge de sua carreira solo, com a saúde fragilizada por uma insuficiência cardíaca, sendo vitimada por um ataque cardíaco. Foi casada duas vezes: com o então colega de banda James Hendricks, (de 1963 a 1968, sendo o casamento anulado por nunca ter sido consumado) e com o Barão Donald Von Wiedenman (1971 a 1974). Deixou uma filha, Owen Vanessa Elliot, nascida a 26 de abril de 1967. Foi sepultada no Mount Sinai Memorial Park, Los Angeles, Califórnia nos Estados Unidos.

## Discografia
The Big 3
- 1963: The Big 3
- 1964: Live at the Recording Studio

The Mugwumps
- 1965: The Mugwumps

Álbuns a solo
- 1968: Dream a Little Dream
- 1969: Bubblegum, Lemonade, and... Something for Mama
- 1969: Make Your Own Kind of Music
- 1970: Mama's Big Ones
- 1971: Dave Mason & Cass Elliot
- 1972: Cass Elliot
- 1972: The Road Is No Place for a Lady
- 1973: Don't Call Me Mama Anymore